# USS Culgoa (AF-3)
«Калгоа» (англ. USS Culgoa (AF-3) — допоміжне військове рефрижераторне судно, що перебувало на озброєнні військово-морських сил США на початку XX століття та за роки Першої світової війни. «Калгоа» був побудований у 1889 році англійською компанією J.L. Thompson and Sons, Ltd. із Сандерленда, і 4 червня 1898 року придбаний у Кавіте, Філіппіни. Під час морської блокади Маніли судно забезпечувало американську ескадру льодом і м'ясом. Оскільки судно не було замовлене військово-морськими силами, «Калгоа» могло купувати припаси, уникаючи законів про нейтралітет, які забороняли продаж флоту.

## Історія служби

Карта маршруту Великого Білого флоту (державні кордони на карті 2009 року)

У 1907 році рефрижераторне судно «Калгоа» включили до складу «Великого Білого флоту», який у 1907 році за наказом Президента США Т. Рузвельта здійснив навколосвітню подорож, продемонструвавши усьому світові зрослу міць та силу американського флоту. 17 грудня флот, до якого входили майже усі американські лінійні кораблі того часу, виплив з Гемптон-Роудс і здійснив перехід на південь до Карибського басейну, а потім до Південної Америки, зупиняючись у Порт-оф-Спейн, Ріо-де-Жанейро, Пунта-Аренас та Вальпараїсо серед інших міст. Після прибуття до західного узбережжя Мексики в березні 1908 року флот провів три тижні, тренуючись у бойових стрільбах корабельної артилерії.
Потім флот відновив подорож уздовж Тихоокеанського узбережжя Америки, зупинившись у Сан-Франциско та Сіетлі, а потім перетнув Тихий океан до Австралії, по дорозі зупинившись на Гаваях. Зупинки в південній частині Тихого океану включали Мельбурн, Сідней та Окленд.
Після Австралії флот повернув на північ до Філіппін, зупинившись у Манілі, а потім продовжив рух до Японії, де в Йокогамі відбулася церемонія привітання. У листопаді в Субік-Бей на Філіппінах протягом трьох тижнів проходили морські навчання. 6 грудня американські кораблі пройшли Сінгапур і увійшли в Індійський океан. У Коломбо флот поповнив запаси вугілля, перш ніж вирушити до Суецького каналу і знову поповнив свої льохи вугіллям у Порт-Саїді. Флот відвідав кілька середземноморських портів, перш ніж зупинитися в Гібралтарі, де міжнародний флот британських, російських, французьких та голландських військових кораблів привітав американців. Потім американські кораблі перетнули Атлантику, щоб повернутися на Гемптон-Роудс 22 лютого 1909 року, подолавши 46 729 морських миль (86 542 км). Там Теодор Рузвельт провів військово-морський огляд свого флоту.
Між 28 жовтня і 5 листопада 1908 року в Амой, Китай, і в протоці Формоза «Калгоа» допомагало у встановленні бездротового зв'язку з 2-ю ескадрою.
3 січня 1909 року, перебуваючи в Порт-Саїді, судно припинило виконання обов'язків у складі сил флоту, щоб доставити екстрені вантажі до італійської Мессіни, яка була зруйнована землетрусом.
Протягом Першої світової війни, в період з 19 лютого 1918 року до 10 травня 1919 року «Калгоа» перебувало у військово-морській службі закордонних перевезень, і здійснило сім трансатлантичних подорожей конвоєм до баз у Франції та Британії. 10 липня 1918 року воно допомагало постраждалим судна Oosterdijk, яке затонуло після зіткнення з San Jacinto. «Калгоа» взяв на борт пасажирів, що вижили, і відбуксирував San Jacinto до Галіфакса, Нова Шотландія.